# Carex omeyica
Carex omeyica là một loài thực vật có hoa trong họ Cói. Loài này được Molina Gonz., Acedo & Llamas mô tả khoa học đầu tiên năm 2008.